# Gare de Heimdal
La gare de Heimdal est une gare ferroviaire de la ligne de Dovre, située dans le village de Heimdal au sud de Trondheim. 
La gare se situe à 541.41 km d'Oslo.

## Histoire
La gare fut ouverte en 1864 lorsque la ligne entre Trondhjem et Støren fut achevée. La gare est inhabitée depuis 1965, mais reste un arrêt pour le trafic local (Trønderbanen) et régional (Dovrebanen). La gare a été rénovée en 2007.

## Service des voyageurs

### Desserte
La gare de Heimdal est desservie par des trains : avec des relations vers l'aéroport de Trondheim Værnes et Steinkjer et elle est le terminus du Nabotåget (le train des voisins) jusqu'à Östersund en Suède.

### Intermodalité
Elle est desservie par des bus ayant des relations avec l'ouest et le sud.